# Mariano Bellver y Collazos

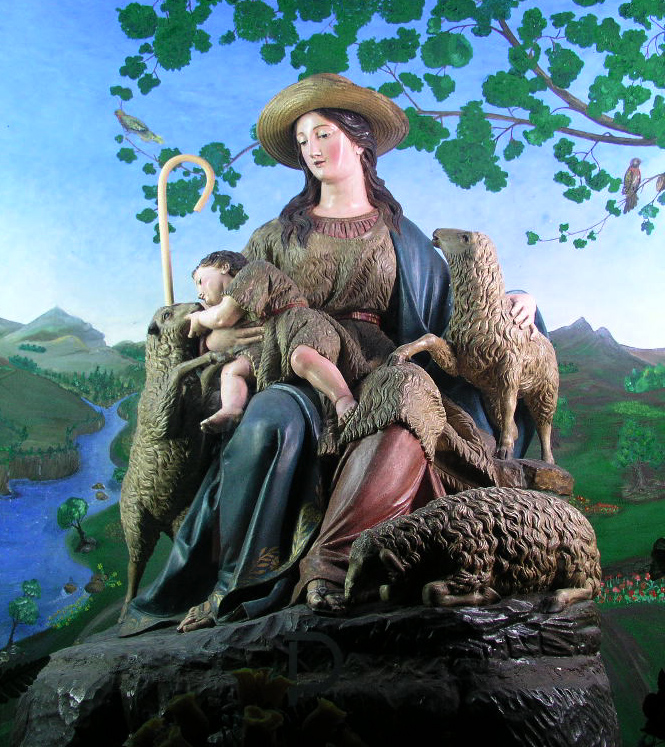
La Divina Pastora de las Almas, talla de Mariano Bellver que es troba al Convento de los Padres Capuchinos (El Pardo) de Madrid

Mariano Bellver y Collazos (Madrid, 1817 - 1876) va ser un escultor espanyol del segle xix pertanyent a una dinastia d'escultors d'origen valencià. Va arribar a ésser escultor honorari de cambra de la reina Isabel II. Va ser fill de Francisco Bellver y Llop, nebot de Pedro Bellver y Llop, germà de José Bellver i Francisco Bellver i oncle de Ricardo Bellver Ramón, tots ells escultors.
La seva obra és principalment de caràcter religiós i consisteix en imatges de la Verge Maria, Jesucrist o representacions de diferents sants que es troben repartides a esglésies de Madrid, Aranjuez i Sigüenza ( Guadalajara).
Una de les seves composicions més afortunades és el grup escultòric en què es representa la Santíssima Trinitat que està situat al retaule major de la capella de Sant Pere de la Catedral de Sigüenza. Va ser realitzat el 1861 per encàrrec del capítol i està confeccionat en fusta policromada. Es representa mitjançant una iconografia inspirada als models del barroc espanyol, a Déu Pare assegut, sostenint a la seva mà esquerra un ceptre que se situa sobre un globus del món, al seu costat també assegut el seu fill Jesucrist que duu la creu i entre tots dos l'Esperit Sant amb forma de colom. El grup està situat sobre un núvol en què dos àngels contemplen l'escena envoltats per querubins.